# Maya Maron
Maya Maron (in ebraico מאיה מרון; Tel Aviv, 12 maggio 1980) è un'attrice israeliana, vincitrice dell'Israeli Academy Award come miglior attrice non protagonista per il film Knafayim Shvurot nel 2002.

## Filmografia

### Cinema
- Clara Hakedosha (1996)
- Sussei Yam (1998)
- Knafayim Shvurot (2002)
- Lo Bat 17 (2003)
- Medurat Hashevet (2004)
- Be'einaim Atsumot (2004)

### Televisione
- Milluim (2005)
- BeTipul (2006)
- Ha-Borer (2007-2011)
- Suzana Ha'Bochiya (2009)
- Shtisel (2015)